# Sueviota aprica
Sueviota aprica är en fiskart som beskrevs av Richard Winterbottom och Hoese, 1988. Sueviota aprica ingår i släktet Sueviota och familjen smörbultsfiskar. Inga underarter finns listade i Catalogue of Life.